# Mainz (Schiff, 1943)
Die Mainz ist ein Bereisungsschiff der Bundesrepublik Deutschland,  das von der Wasserstraßen- und Schifffahrtsverwaltung des Bundes eingesetzt wird.

## Geschichte

### Ungarische Staatsyacht
Das Schiff wurde 1943 mit der Baunummer 1307 von der Schiffswerft Christof Ruthof in Regensburg gebaut. Es war ein persönliches Geschenk von Adolf Hitler an den ungarischen Reichsverweser Miklós Horthy und wurde als Staatsyacht mit dem Namen Hungária in Dienst genommen. Die Hungária hatte 16 Mann Besatzung und luxuriös ausgestattete Wohn- und Schlafräume für 15 Gäste. Ihr Antrieb bestand aus zwei MWM-Dieselmotoren zu je 250 PS (184 kW).
Anfang 1945 wurde das Schiff von der Wehrmacht beschlagnahmt und als bewaffnetes Hilfskriegsschiff unter deutscher Flagge auf der Donau eingesetzt. Der Besatzung gelang es, bei Kriegsende mit dem Schiff nach Regensburg zu fliehen. Dort wurde es von der amerikanischen Besatzungsmacht als Kriegsbeute in Besitz genommen und dann in Deggendorf aufgelegt.

### Bereisungsschiff
1950 wurde es von der Wasser- und Schifffahrtsverwaltung des Bundes für 170.000 DM erworben. Für die Umbauarbeiten, die in Koblenz durchgeführt wurden, musste das Schiff zum Rhein transportiert werden. Da ein Transport über den Wasserweg nicht möglich war, zerlegte man die Hungária und schleppte den Rumpf bis nach Ingolstadt. Dort wurde er auf einen Straßenroller verladen und auf dem Landweg nach Karlsruhe und dann zu Wasser nach Koblenz transportiert. Die abgebauten Teile, wie die Antriebsmotoren und die Innenausstattung, wurden mit LKW und Eisenbahn nach Koblenz gebracht.
Beim Wasserstraßen-Maschinenamt Koblenz wurde das Schiff restauriert und am 14. Juni 1954 unter dem Namen Mainz für die Wasser- und Schifffahrtsdirektion Südwest in Dienst gestellt. 1966 wurde eine stärkere Maschinenanlage eingebaut. 1991 wurde die Mainz bei der Schichau-Seebeck-Werft in Bremerhaven überholt; dabei wurden der vordere Konferenzraum erneuert und die asbesthaltigen Isolierstoffe entfernt. Bei der Schiffswerft Boost in Trier wurden im April 1998 ein neues Steuerhaus mit Einmannfahrstand und eine elektrohydraulische Steuerung eingebaut. 2003 erfolgten eine Neumotorisierung und der Einbau eines Bugstrahlruders durch die Schiffswerft Ebert in Neckarsteinach.

## Verwendung
Die Mainz wird hauptsächlich für Veranstaltungen der Bundesregierung, wie Staatsbesuche, internationale Konferenzen und für auf Wasserstraßen bezogene Treffen genutzt. Fahrgebiet  sind der gesamte Rhein, die Mosel, die Saar sowie der untere Main und Neckar. Das Schiff ist in Koblenz stationiert und wird vom Wasserstraßen- und Schifffahrtsamt Mosel-Saar-Lahn betreut.
Am 1. Juli 2017 wurde im Rahmen der Trauerfeierlichkeiten für den früheren Bundeskanzler Helmut Kohl der Sarg des Verstorbenen auf der Mainz von Ludwigshafen nach Speyer geleitet.